# Liverpool Academy of Arts
La Liverpool Academy of Arts a été fondée à Liverpool en avril 1810 en tant qu'équivalent régional de la Royal Academy de Londres. Elle a succédé à la Liverpool Society of Artists, fondée en 1769, qui a connu une existence instable jusqu'en 1794.  Deux collectionneurs d'art locaux, Henry Blundell et William Roscoe en furent les premiers mécènes et secrétaires, le prince régent George lui accorda son patronage pour les trois années suivantes, et elle fut activement promue par les présidents de la Royal Academy. 
Ses membres comprenaient des artistes locaux tels que les paysagistes John Rathbone (en), Richard Ansdell, Thomas Chubbard, Alfred William Hunt (en) et Charles Barber (en) ainsi que le sculpteur John Gibson. 
Les principaux artistes de l'époque ont concouru pour son prix de 50 £ pour les contributeurs non locaux à son exposition annuelle, dont JMW Turner, Henry Fuseli , John Martin et Joseph Wright de Derby. 
À la fin des années 1850, cependant, elle se scinda en raison de désaccords majeurs à la suite de l'attribution de prix annuels aux peintres préraphaélites alors controversés, notamment à William Holman Hunt en 1852 pour Valentine Rescuing Sylvia from Proteus et à Millais en 1857 pour The Blind Girl.
L’Académie continue d'exister modestement, continuant à organiser des expositions annuelles mais ne retrouvant jamais son importance nationale.